# The Times of Northwest Indiana

The Times of Northwest Indiana est un journal quotidien dont le siège est situé à Munster, dans l'Indiana, aux États-Unis. Il est le deuxième plus grand journal de l'Indiana après The Indianapolis Star.

## Histoire
Le journal a été fondé le 18 juin 1906 sous le nom de The Lake County Times. Son fondateur, Simon McHie, qui était originaire d'une petite ville le long de la Rivière Niagara au Canada. En 1933, le nom a été changé en The Hammond Times, et il est devenu un journal d'après-midi distribué à Hammond, Whiting et East Chicago. En mai 1962, la famille McHie a vendu la publication à Robert S. Howard. Le journal s'élargit à l'ensemble du nord-ouest de l'Indiana en 1967. Les bureaux ont été déplacés à Munster en 1989.

## Distribution
The Times est imprimé en différentes éditions. Les trois grandes régions sont :
- Munster
- Crown Point
- Valparaiso